# District de Jiangxia
Le district de Jiangxia (江夏区 ; pinyin : Jiāngxià Qū) est une subdivision administrative de la province du Hubei en Chine. Il est placé sous la juridiction de la ville sous-provinciale de Wuhan.